# 俾路支斯坦民族党

俾路支斯坦民族党旗帜

俾路支斯坦民族党（乌尔都语：بلوچستان نيشنل پارٹی；Balūcistān Nēśanal Pārtī），又称俾路支斯坦民族党 (孟加尔)，是巴基斯坦俾路支省的一个民族主义政党。该党成立于1996年，前身是俾路支斯坦民族运动 (孟加尔)。该党的创始人是阿塔乌拉·孟加尔。该党主张通过和平和民主斗争争取更多的省级权利以及更大的自治权。